# All Fall Down (Against All Authority)
All Fall Down is het tweede studioalbum van de Amerikaanse ska-punkband Against All Authority. Het werd uitgegeven door Hopeless Records op 13 januari 1998 en is daarmee het eerste album dat de band via dit label uit liet geven. De artwork van het album is gedaan door Omar Angulo.

## Nummers
1. "All Fall Down" - 2:11
2. "12:00 AM" - 2:38
3. "Justification" - 2:16
4. "Keep Trying" - 1:47
5. "At Our Expense" - 2:15
6. "Stand in Line" - 2:03
7. "Toby" - 1:16
8. "We Don't Need You" - 1:33
9. "The Mayhem & the Pain" - 1:51
10. "Louder Than Words" - 2:02
11. "What the Fuck'd You Expect?" - 2:15
12. "Daddy's Little Girl" - 1:21
13. "Sk8 Rock" - 1:39
14. "Watered Down & Passive" - 1:59
15. "When the Rain Begins to Fall" - 1:50